# Бахмутский, Алексей Иванович

Алексей Иванович Бахмутский (1893 — 25 сентября 1939) — советский изобретатель.

## Биография
Родился в посёлке при руднике Петрово-Марьевка (ныне город Первомайск Луганской Народной Республики).
Работал главным механиком Первомайского рудоуправления в Донбассе. В 1932 разработал конструкцию и построил опытный образец угольного комбайна, который в том же году был успешно испытан на шахте Альберт (перед закрытием шахта № 1). Изготовлен комбайн был на заводе ЦЭММ (ныне РМЗ им. А. И. Бахмутского)
Комбайн Бахмутского был первой машиной, одновременно выполнявшей зарубку, отбойку и навалку угля в забое. После ряда усовершенствований Горловский завод им. Кирова выпустил в 1939 промышленную серию комбайнов (5 машин типа Б-6-39), которые успешно работали на шахтах Донбасса до начала Великой Отечественной войны в 1941. Конструктивные решения, предложенные Бахмутским, в дальнейшем нашли применение во многих типах советских комбайнов (например, «Донбасс» и «Горняк»).
Награждён орденом Ленина (вручен в Кремле в январе 1939 года).
Погиб в шахте при испытании угольного комбайна новой конструкции. Когда комбайн не завелся, Бахмутский залез под него и дал команду подать ему инструмент, однако шахтеру послышалось другое, и тот завел комбайн, в результате чего изобретателю отсекло руку, и он скончался на месте.
В честь Алексея Ивановича Бахмутского в г. Первомайск был назван Первомайский горный лицей (ППГЛ им. Бахмутского), ранее училище № 74, основанноей в (приблизительно) в 1920 году. В лицее, длительный период, преподавала внучка Алексея Ивановича — Ростовская Александра Игоревна. В 2015 гг Лицей сильно пострадал в результате обстрела.
Так же в честь Бахмутского была названа улица в г. Первомайчке, на которой располагался Лицей имени Бахмутсого и город Бахмут, ранее город Артемовск (ЛНР).